# Kirke Hvalsø Sogn
Kirke Hvalsø Sogn er et sogn i Lejre Provsti (Roskilde Stift).
I 1800-tallet var Særløse Sogn anneks til Kirke Hvalsø Sogn. Begge sogne hørte til Voldborg Herred i Roskilde Amt. Hvalsø-Særløse sognekommune blev ved kommunalreformen i 1970 indlemmet i Hvalsø Kommune, der ved strukturreformen i 2007 indgik i Lejre Kommune.
I Kirke Hvalsø Sogn ligger Hvalsø Kirke (de).
I sognet findes følgende autoriserede stednavne:
- Avnsø (sø)
- Bjergskov (spredt bebyggelse)
- Elverdamså (bæk)
- Jerndal Mølle (by)
- Kirke Hvalsø (by)
- Krathuse (spredt bebyggelse)
- Lerbjerg (spredt bebyggelse)
- Nørre Hvalsø (by)
- Skov Hastrup Overdrev (spredt bebyggelse)
- Sonnerup (herregård)
- Stengård (by)
- Urtehuse (bydel)
- Åsen (spredt bebyggelse)